# 各莫镇
各莫镇是中华人民共和国四川省阿坝藏族羌族自治州阿坝县下辖的一个行政建制镇。
2020年6月，四川省人民政府批复同意阿坝州调整阿坝县等6个县部分乡镇行政区划。其中，撤销甲尔多乡、各莫乡，设立各莫镇，以原甲尔多乡和原各莫乡所属行政区域为各莫镇行政区域，并将若柯河牧场管理区域划归各莫镇管辖。各莫镇人民政府驻俄修村各莫路14号。

## 行政区划
各莫镇下辖以下地区：
俄休村、雄哇村和查不让村。